# Goethes Gartenhaus

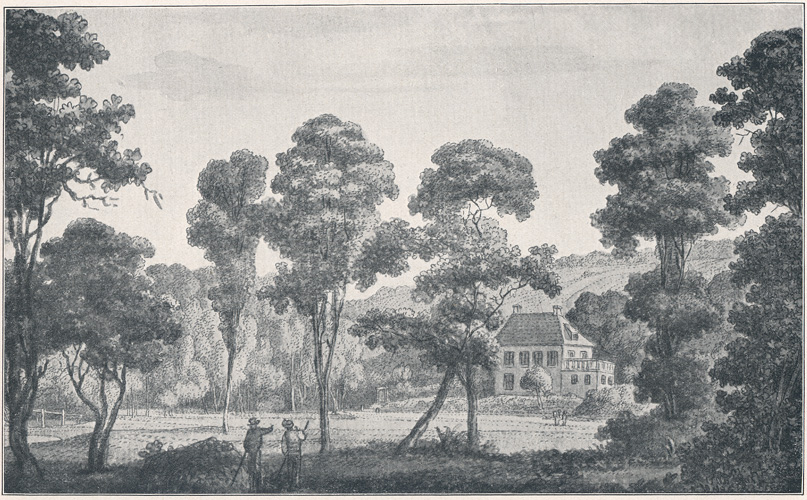
Goethes Gartenhaus in Westansicht, Zeichnung von Georg Melchior Kraus, 1777

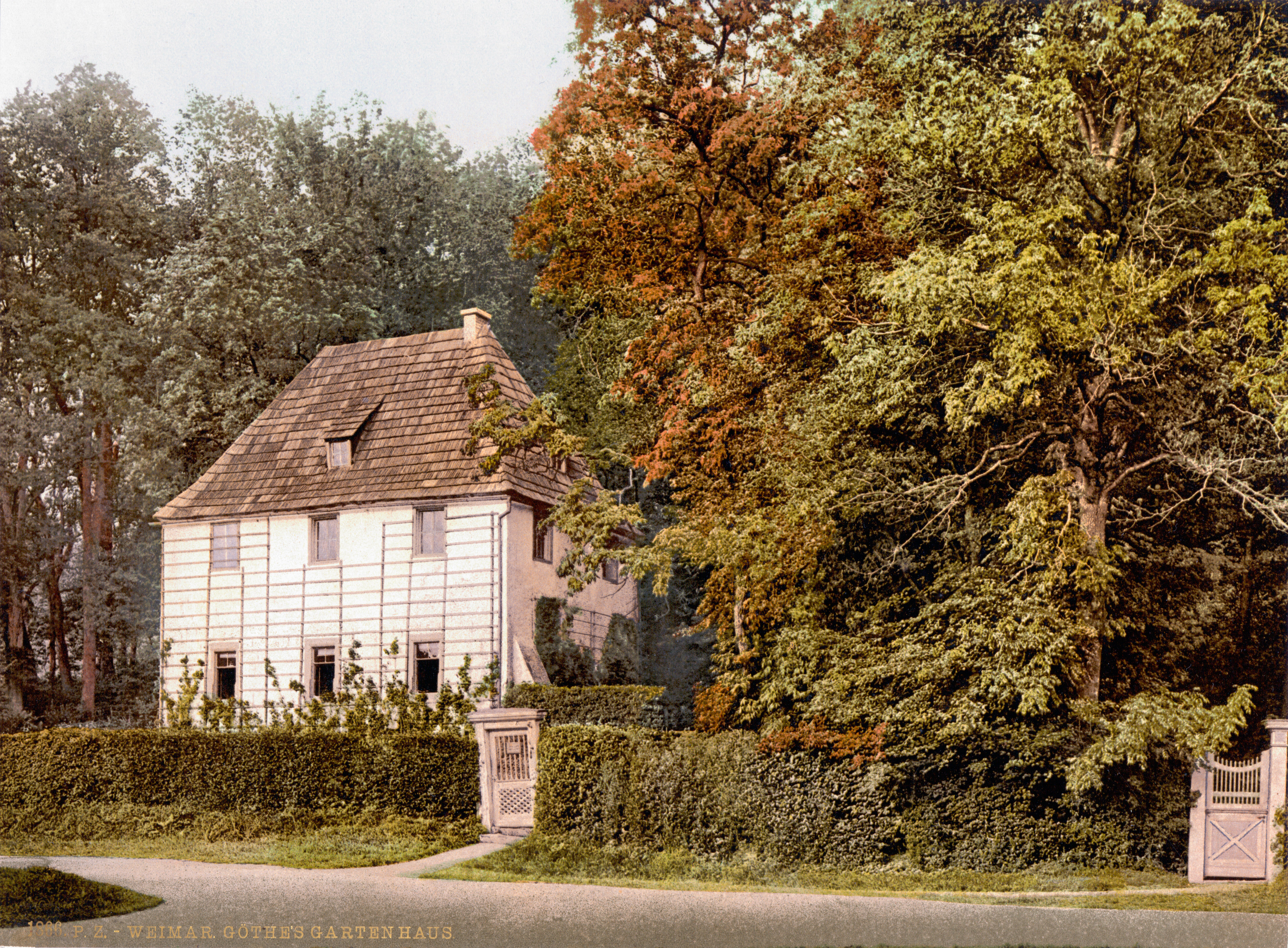
Goethes Gartenhaus um 1900

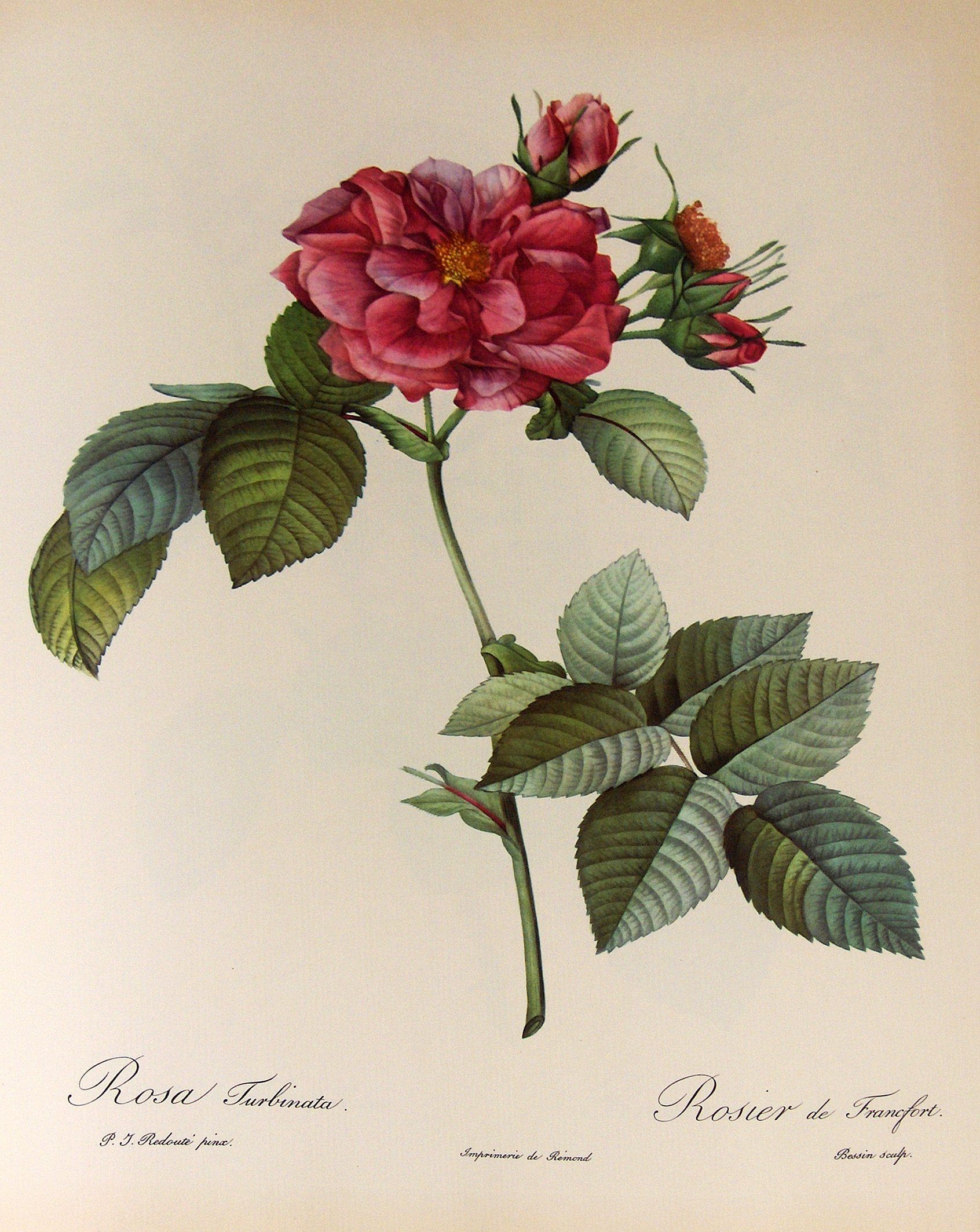
Rosa turbinata, Aquarell von Pierre-Joseph Redouté

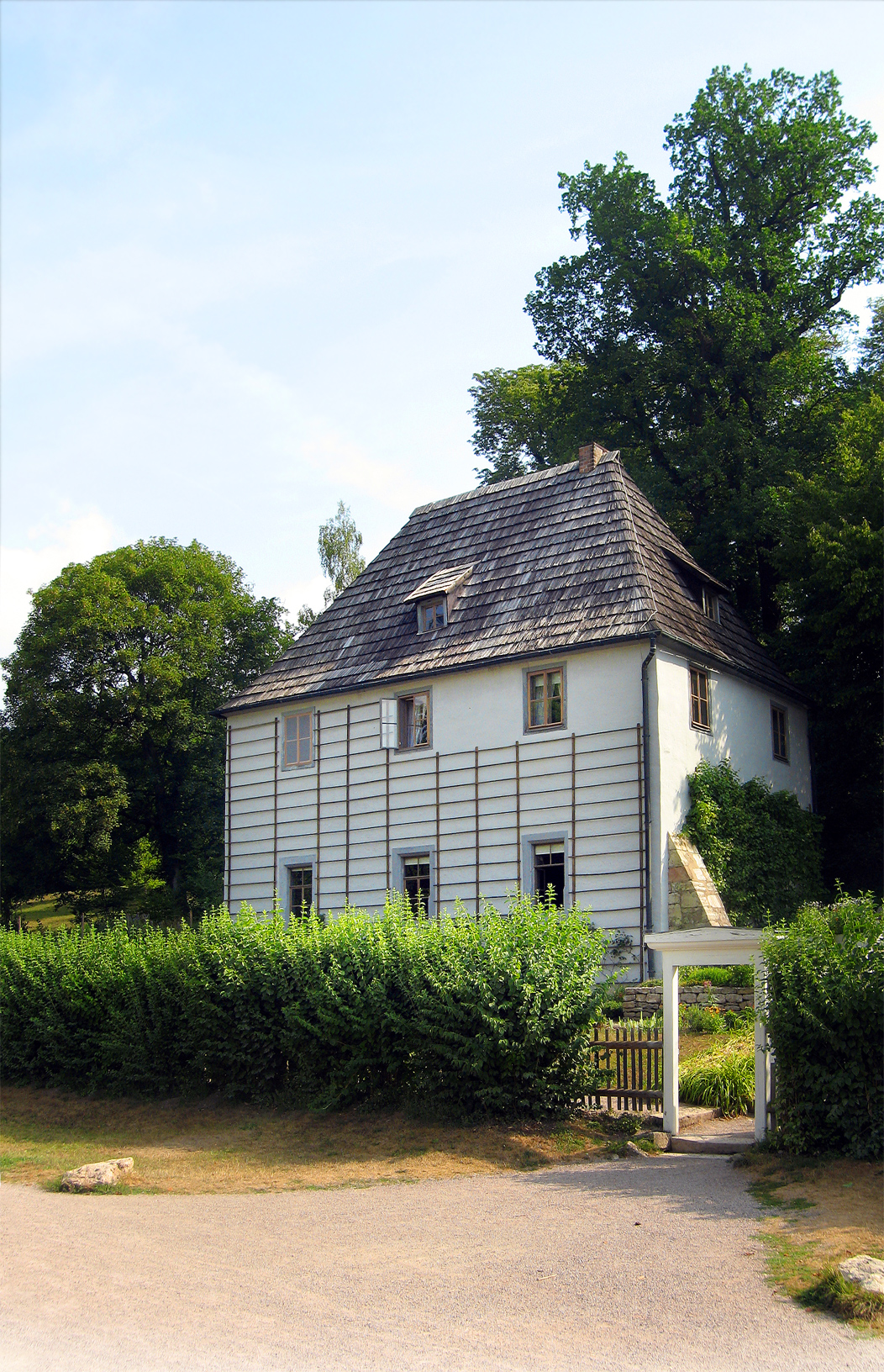
Westansicht Mitte 2006

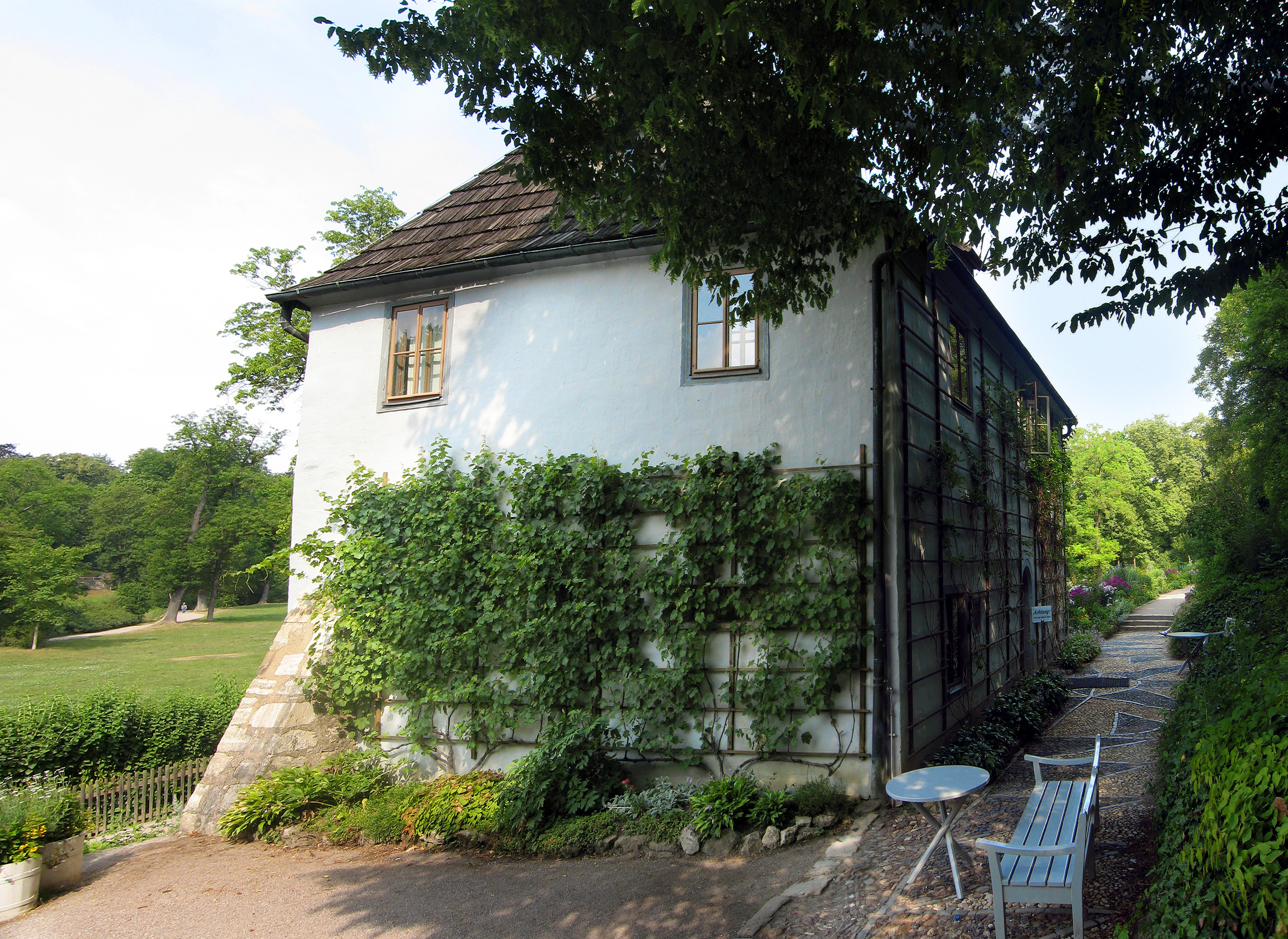
Südansicht Mitte 2006

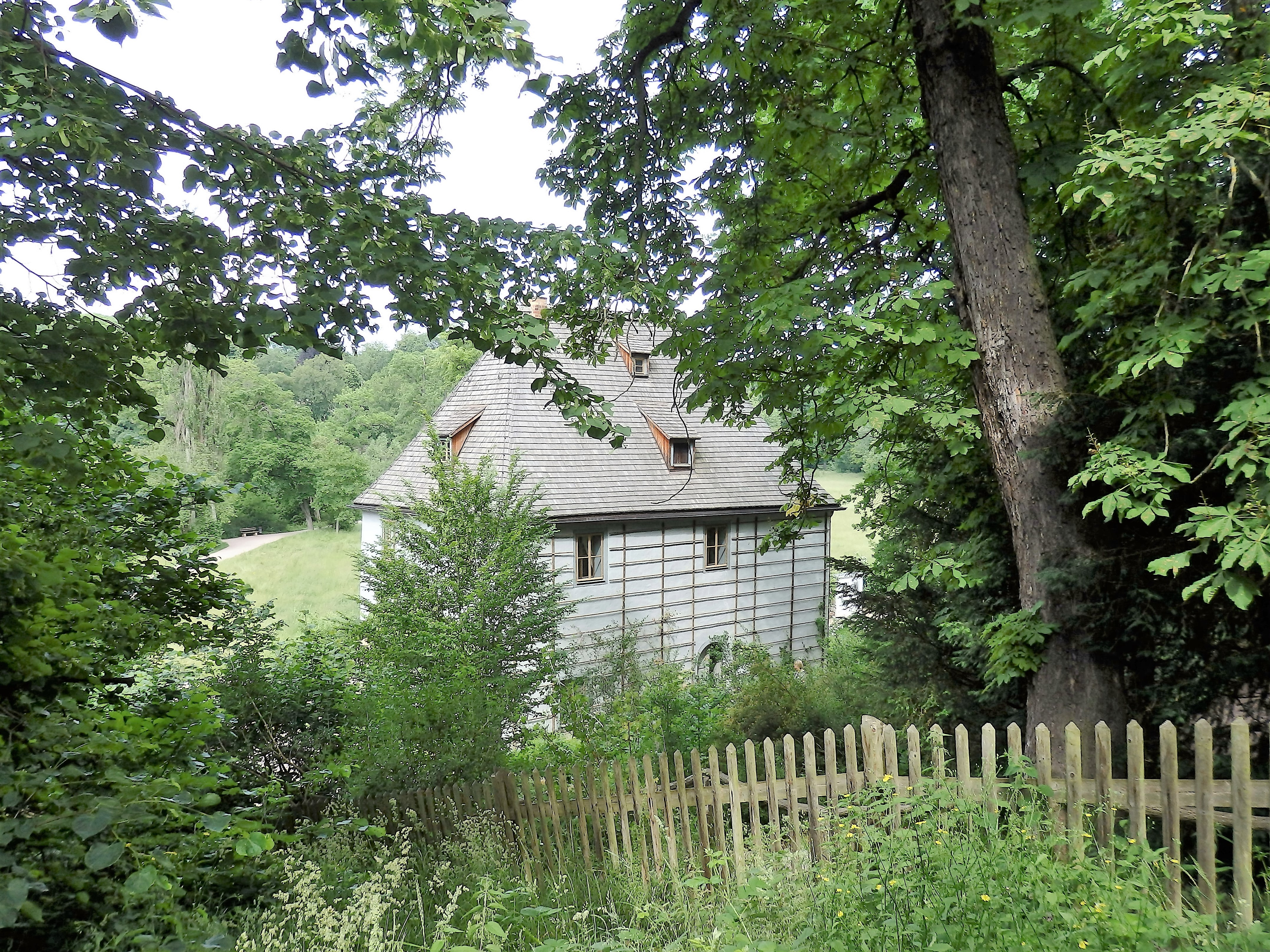
Goethes Gartenhaus vom Hang, von Südosten aus gesehen

Goethes Gartenhaus im Park an der Ilm zu Weimar war eine Wohn- und Arbeitsstätte Johann Wolfgang von Goethes. Seit 1998 gehört es als Teil des Ensembles „Klassisches Weimar“ zum UNESCO-Weltkulturerbe. An diesem vorbei verläuft der Corona-Schröter-Weg. Es steht am Fuße des Horns.

## Geschichte
Als Goethe im Jahre 1775 nach Weimar kam, zeigte er großes Interesse an dem zum Verkauf stehenden Grundstück am östlichen Ilmhang. Das Haus ist möglicherweise ein Winzerhaus aus dem 16. Jahrhundert – einer Zeit, in welcher der Weinbau in Weimar noch eine große Rolle spielte. Zu seiner Zeit war der Hang aber eher eine Obstwiese bzw. Gemüseanbaufläche. Eine Darstellung von Georg Melchior Kraus von 1777 zeigt diesen Zustand.
Der Garten war in desolatem Zustand, als Herzog Carl August beabsichtigte, das Grundstück dem Freund zum Geschenk zu machen. Im April 1776 erwarb Johann Wolfgang Goethe den Garten auf dem Horne samt dem darinnen befindlichen Garten-Hause, nebst allen, was darinnen Erd-, Wand-, Band-, Nied- und Nagelfest ist. So weist es der Kaufvertrag vom 22. April 1776 aus, der vier Tage darauf bestätigt wurde. Die Bezahlung der Kaufsumme von 600 Talern in zwei Raten zu je 300 Talern erfolgte durch Friedrich Justin Bertuch aus der Schatulle des Herzogs, der es jedoch für ratsam hielt, nach außen Goethe als den Käufer erscheinen zu lassen.
Goethe wirkte selbst mit großer Hingabe an der Erneuerung des Gartens und ließ das Haus wieder bewohnbar machen. 1777 brachte er einen hölzernen Altan auf der Südseite des Hauses an, der während der italienischen Reise verfiel und später wieder beseitigt wurde. Durch eine Zeichnung von Georg Melchior Kraus von 1777 ist er jedoch überliefert. Ferner ließ Goethe Spaliere an den Hausfassaden befestigen und bepflanzen. Im Norden und Westen wuchsen Rosen (Rosa turbinata), im Süden Weinreben und im Osten Geißblatt (vermutlich Lonicera caprifolium). In der Nähe des Gartenhauses befindet sich der „Stein des guten Glücks“. Insgesamt war der Garten im Unterschied zu heute auch ein Nutzgarten. Goethe legte hier den Grundstein für die am Wörlitzer Park orientierte Neugestaltung des Ilmparks.
Da das kleine und bescheiden eingerichtete Haus auf Dauer nicht den Anforderungen genügte, die Amt und soziale Verhältnisse an Goethe stellten, aber auch seine Bibliothek und seine Sammlungen nicht länger aufnehmen konnte, wechselte er 1782 in die Stadt, in das Haus am Frauenplan. Doch blieb das Gartenhaus sein Lieblingsaufenthalt, den er pflegte und immer wieder besuchte, zum letzten Mal am 20. Februar 1832.
Im Gartenhaus arbeitete Goethe an zentralen Werken. Hier schuf er Teile der Prosafassung der „Iphigenie auf Tauris“, hier arbeitete er an den Dramen „Egmont“ und „Torquato Tasso“. Bekannte Gedichte wie „An den Mond“, „Rastlose Liebe“ und „Jägers Abendlied“ entstanden hier.
Heute ist das Gartenhaus als Museum eingerichtet.
1990/91 schlugen Cornel Wachter und Elmar Schmitt als Projekt des Künstlerduos UnterbezirksDada in Weimar den Nachbau des Goethe-Wohnhauses oder des Goethe-Gartenhauses in Leichtbauweise auf der grünen Wiese vor den Toren Weimars vor. Die Künstler wollten die Frage stellen, was von der Aura des Originals in der Kopie erfahrbar sei, und „Besucher schon am Eingang zur Klassikerstadt mit Goethe versorgen und wieder heimschicken“, eine künstlerische Provokation, die die Frage nach dem Wert des touristischen Besuchs der Klassikerstädte stellen sollte. Gespräche mit der Hochschule für Bauwesen (heute Bauhaus-Universität) zu einer möglichen Kooperation fanden statt, verliefen aber im Sande. Man fand keine Sponsorpartner für das Projekt und brach das Vorhaben ab. 1999 dann tauchte diese Idee wieder auf; die Veranstalter von „Weimar 99 – Kulturhauptstadt Europas“ realisierten mit dem Nachbau des Goethe-Gartenhauses in direkter Nähe zum Original eine der Attraktionen des Kulturhauptstadtjahrs. Wachter sagte damals in der Thüringer Allgemeinen Zeitung: „Wir gehen nicht davon aus, dass die Macher von Weimar-99 uns kopiert haben, in der Zeit des Klonschaf Dolly liegt so eine Idee in der Luft, wir gehen nicht von Ideenklau aus, freuen uns auf die Realisierung der Idee, die wir nicht stemmen konnten.“ Die Kopie von 1999 wurde auch auf der Expo 2000 in Hannover gezeigt. Seit 2002 steht sie in Bad Sulza/Thüringen als Goethes Gartenhaus II.

## Rundgang
Erdgeschoss: Der Eingang erfolgt noch heute über das Treppenhaus, in dem die Kasse und ein kleiner Museumsladen untergebracht sind. Von dort gelangt man in einen größeren Raum, den Goethe sein „Erdsälgen“ (Erd-Sälchen) nannte und als Speisezimmer nutzte. Die heute dort noch stehenden Eichentische und die beiden braun gestrichenen Mineralienschränke waren schon Bestandteil der ersten Möblierung durch Goethe. Die beiden großen Romkarten an den sich gegenüberliegenden Wänden dienten Goethe seit 1829 dazu, sich an seine Romreise zu erinnern und für seine Arbeit am zweiten Band seiner „Italienischen Reise“ orientieren zu können. Zurück über das Treppenhaus und einen kleinen Vorraum hat der Besucher von der Tür einen Einblick in die Küche, von der der Herd, der Kamin und der Spülstein noch zur originalen Ausstattung aus Goethes Zeit gehören. Die weitere Ausstattung (Gerätschaften und Geschirr) stammen aus Goethes Zeit, aber nicht aus seinem Besitz.
Obergeschoss: Die Treppe mündet in einen Vorsaal, in dem Büsten von Herzogin Anna Amalia, Herzog Carl August und eine Silhouette seiner Frau Luise zu sehen sind. Das der Treppe gegenüberliegende Altanzimmer wurde als Salon und Empfangszimmer genutzt. Hier hängen Porträtreliefs von Goethes Familienangehörigen (Eltern, Schwester Cornelia) und Charlotte von Stein sowie ein Aquarell aus der Zeit 1779/80 von Goethe, das die Rückseite des Gartenhauses mit dem angebauten Altan dokumentiert. Vom Altanzimmer gelangt man in das Arbeitszimmer, das durch das Stehpult mit Sitzbock und den Kamin dominiert wird. Geschmückt ist das Arbeitszimmer mit verschiedenen Zeichnungen Goethes: Christiane Vulpius, auf dem Sofa schlafend, Dämpfende Täler bei Ilmenau, Luisenkloster und Bergwerkskaue bei Ilmenau. Die Büste auf dem Mineralienschrank zeigt den Philologen und Schriftsteller Friedrich Heinrich Jacobi, mit dem Goethe schon in seiner Frankfurter Zeit befreundet war. Neben dem Arbeitszimmer liegt als Mittelzimmer auf dieser Gebäudeseite die Bibliothek. Der Mappenschrank und der Schreibsekretär in Wiener Stil gehören noch zur ursprünglichen Möblierung aus den Jahren 1776 bis 1782. Das zweite Eckzimmer war Goethes Schlafzimmer, in dem sein Reisebett und eine auch als Pult gebrauchte Herbarienpresse steht. Das leicht zusammenbaubare Reisebett sollte Goethe vor Ungeziefer in Gästebetten bewahren.

Rundgang im Gartenhaus
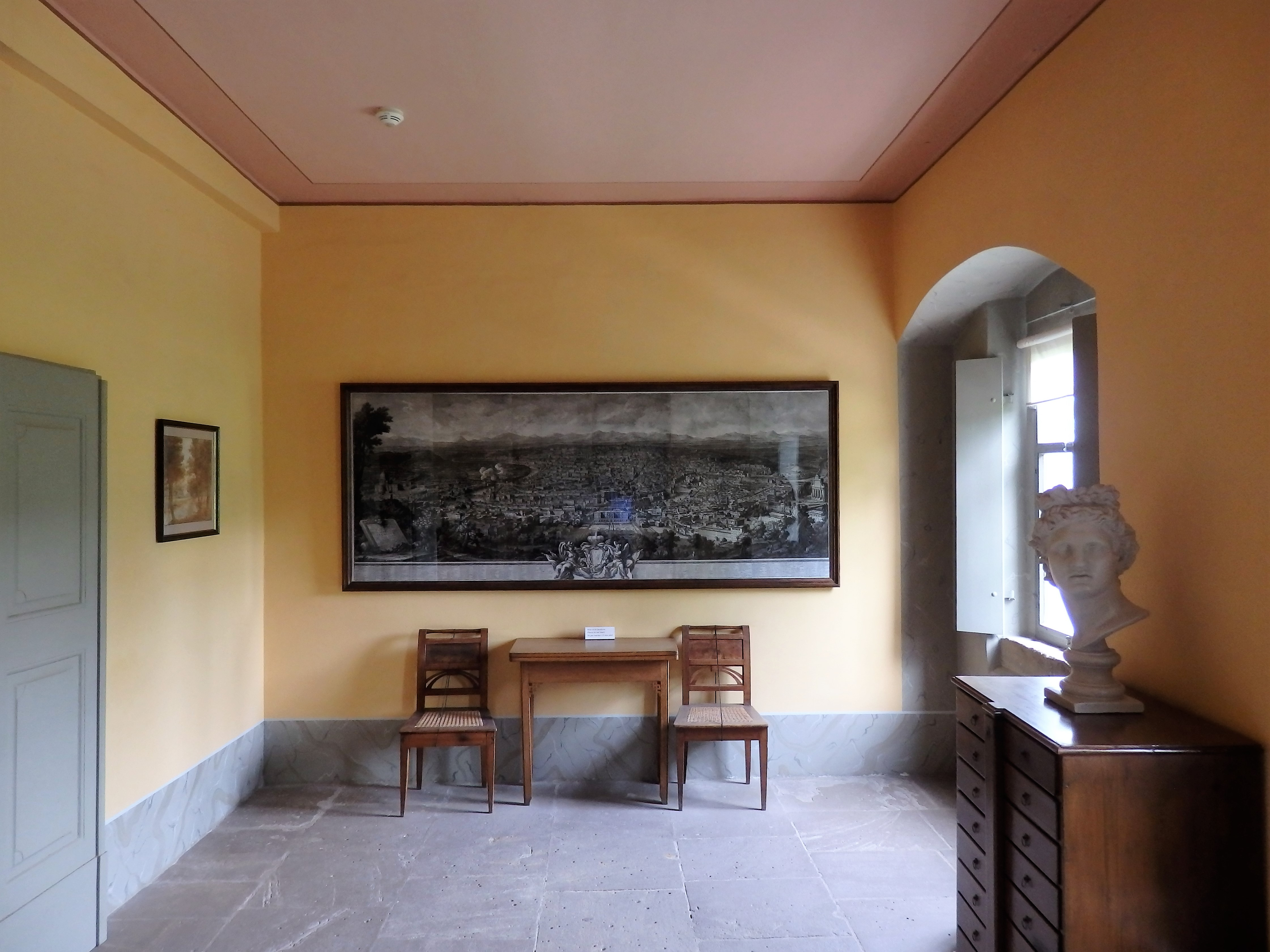
Erdsälgen
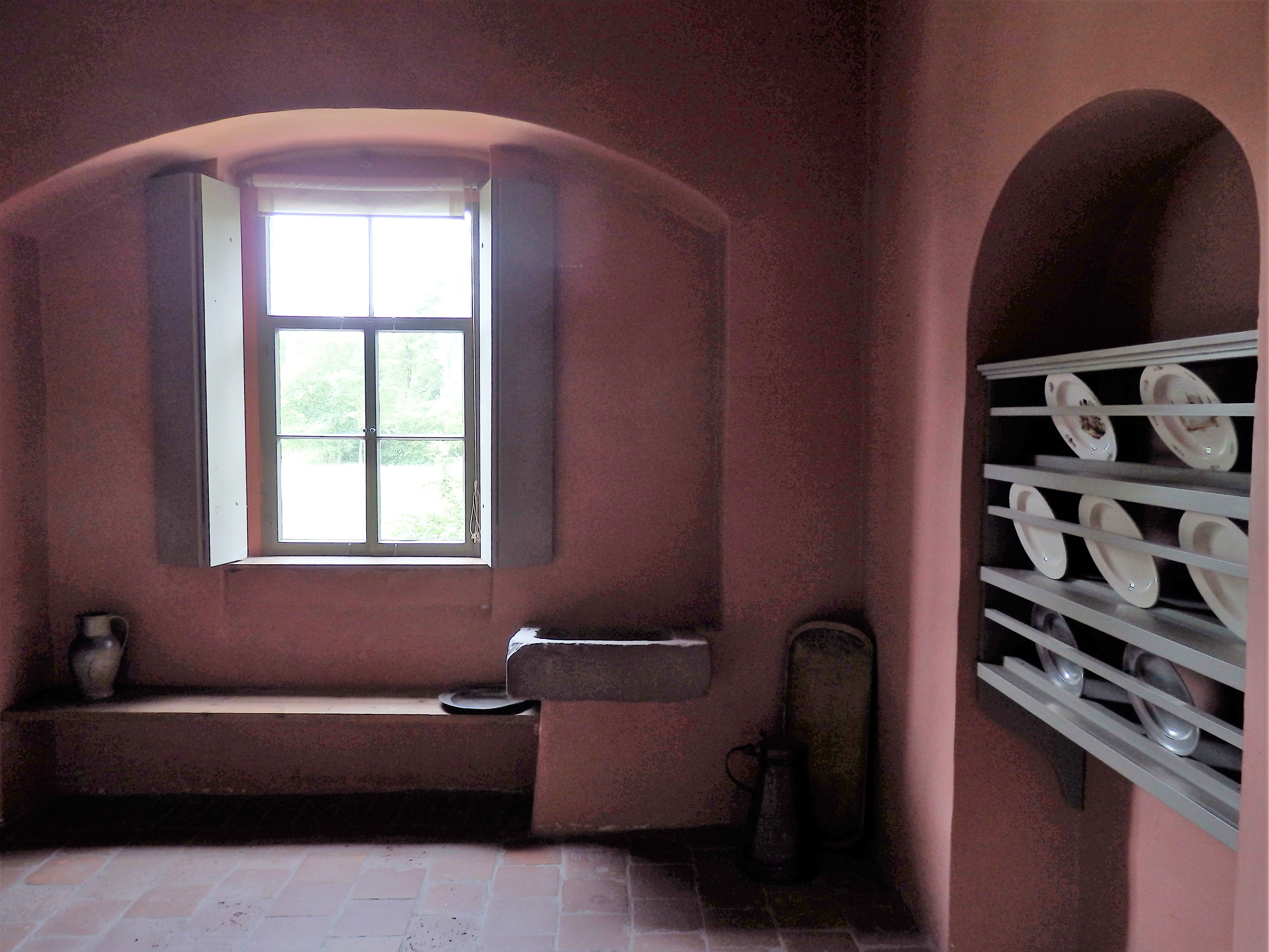
Küche
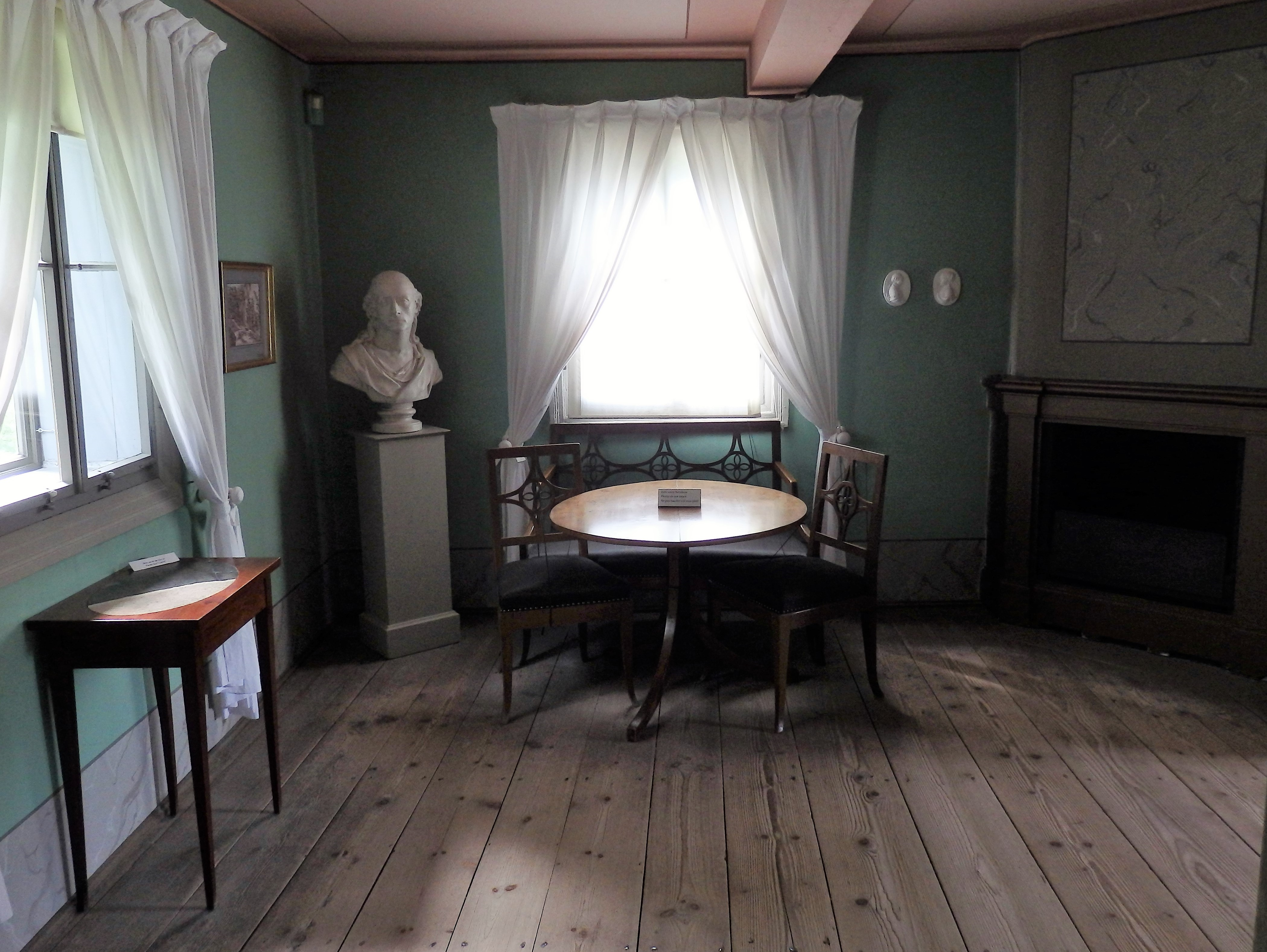
Altanzimmer
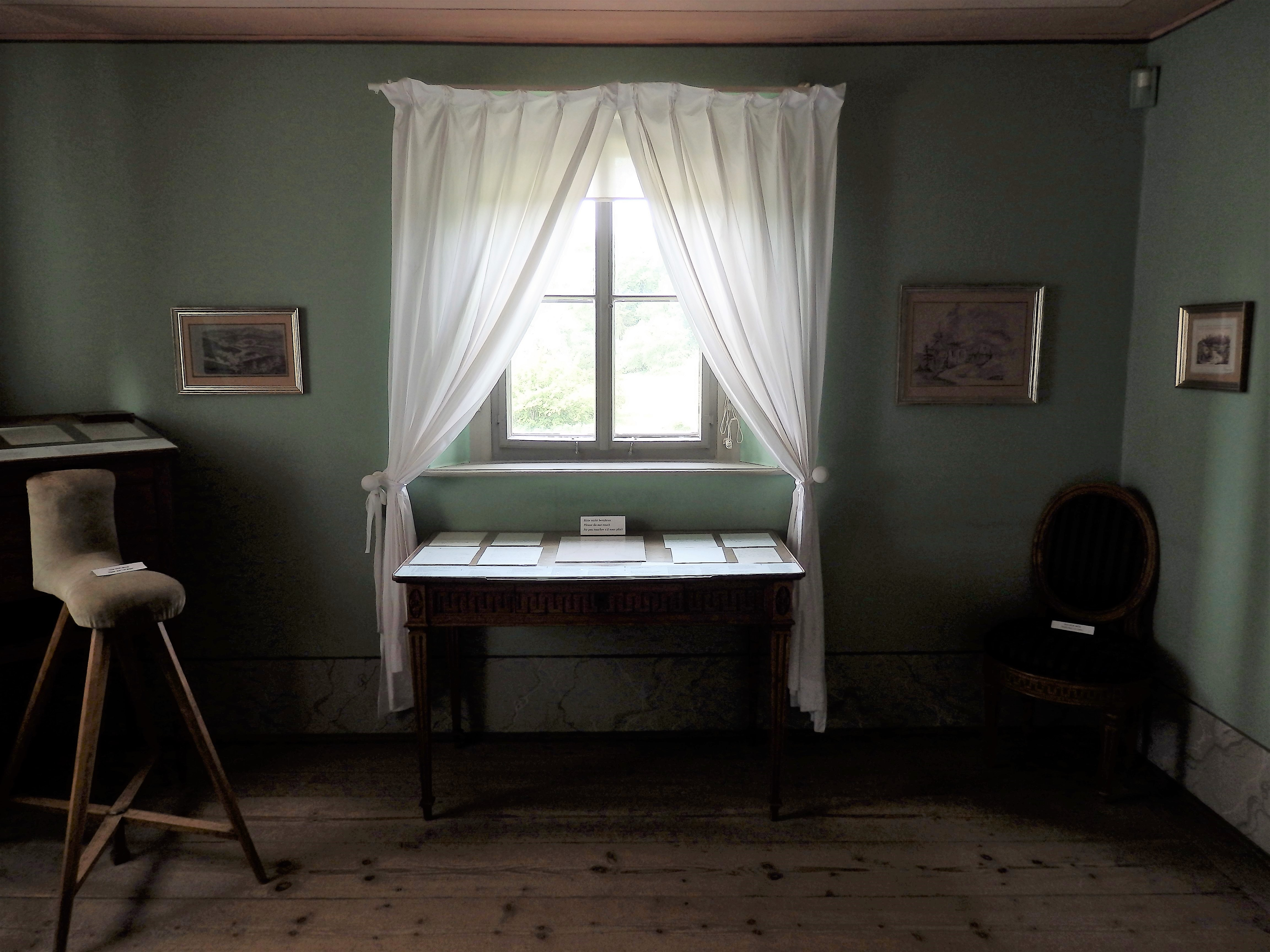
Arbeitszimmer
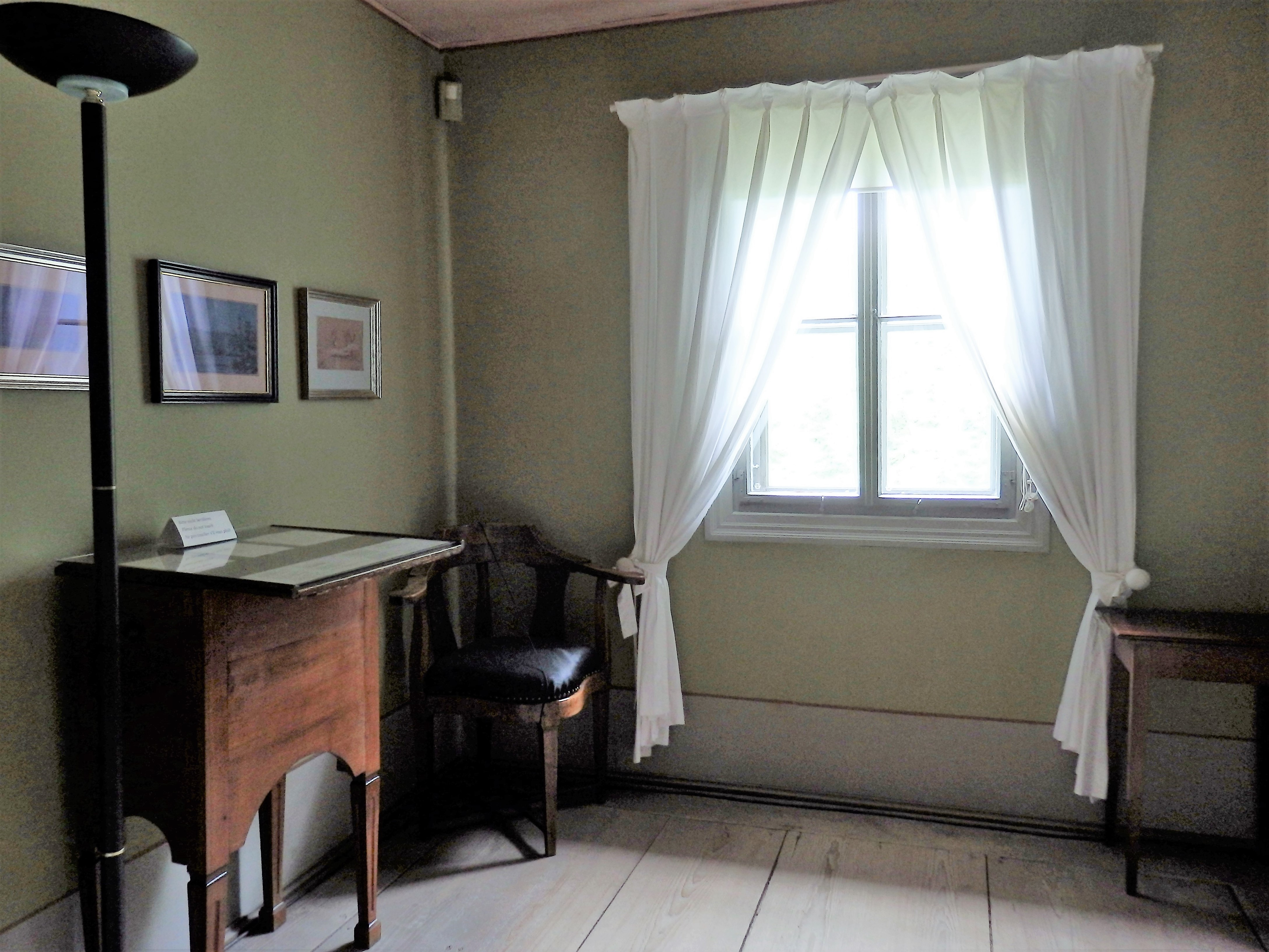
Schlafzimmer

Ansichten von Goethes Garten
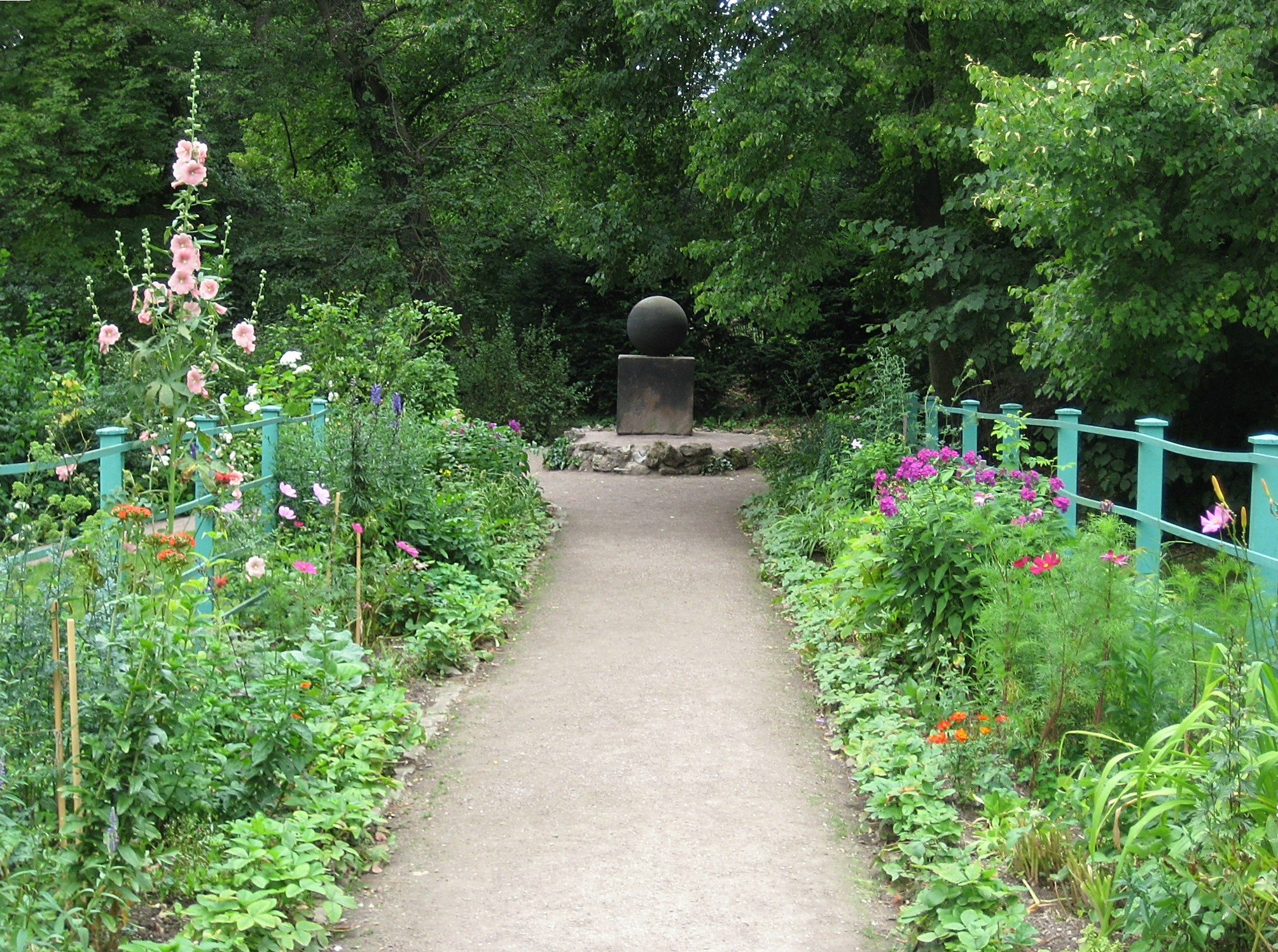
Der Stein des guten Glücks, von Süden aus gesehen
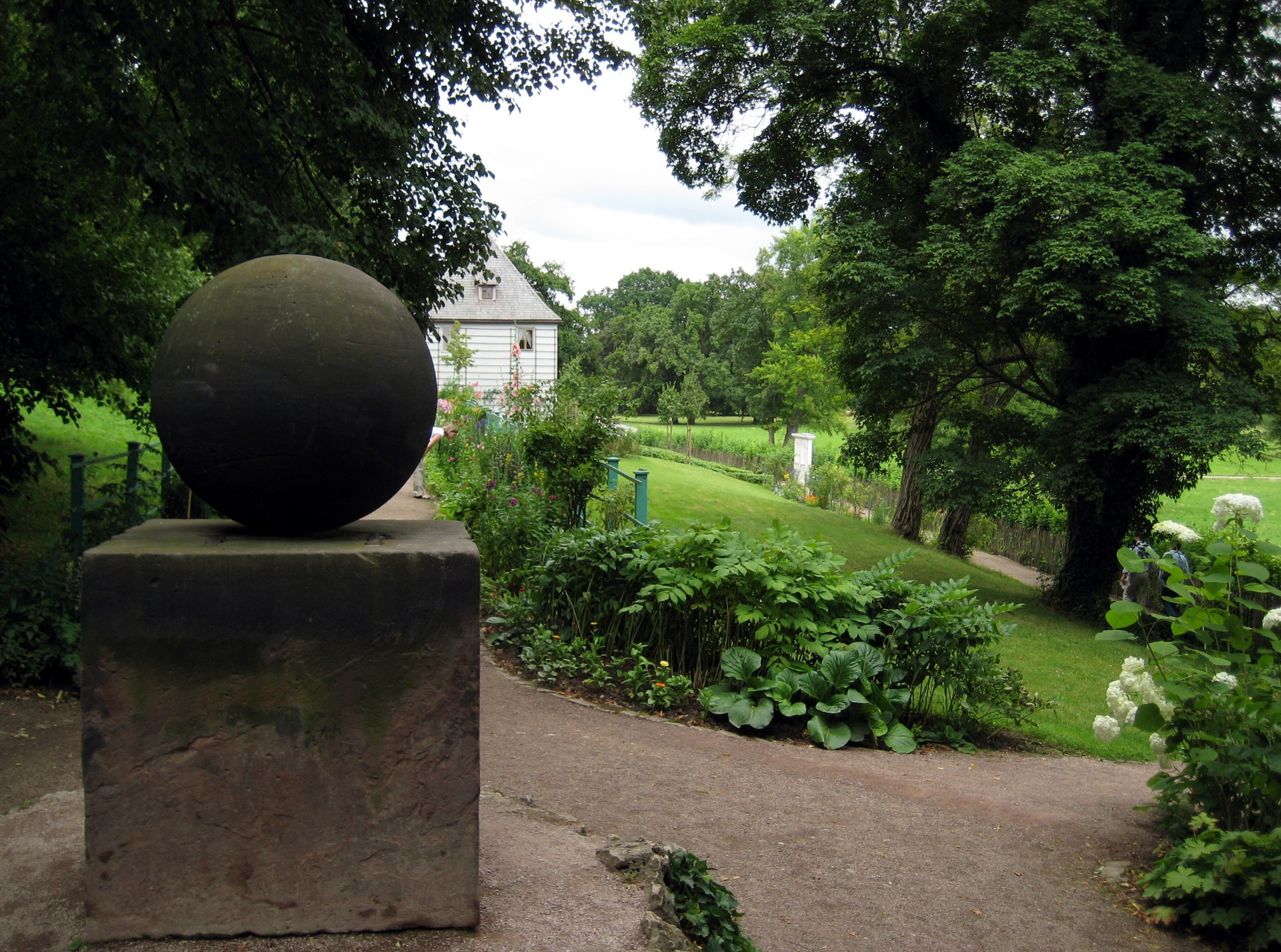
Der Stein des guten Glücks, von Norden aus gesehen
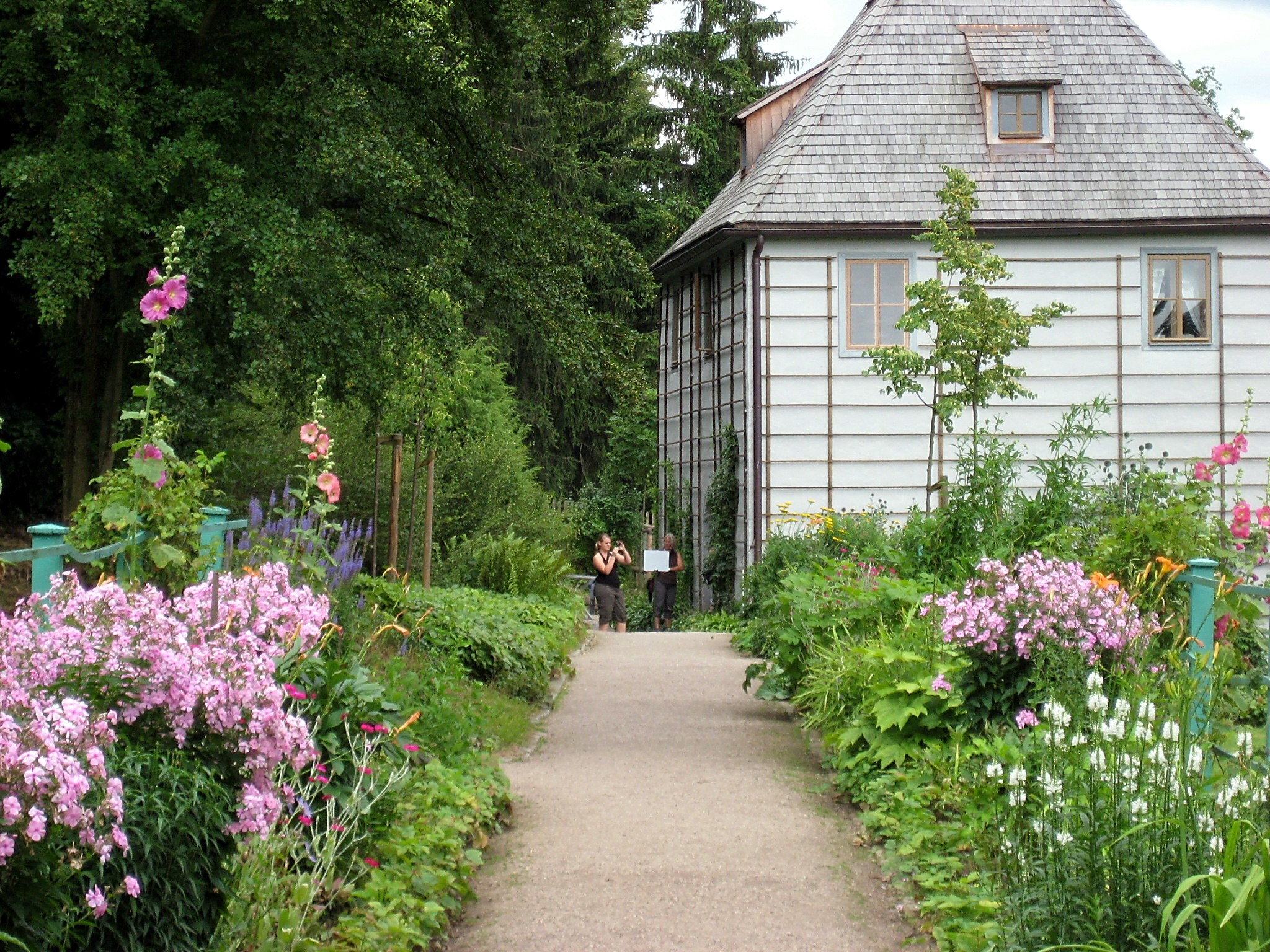
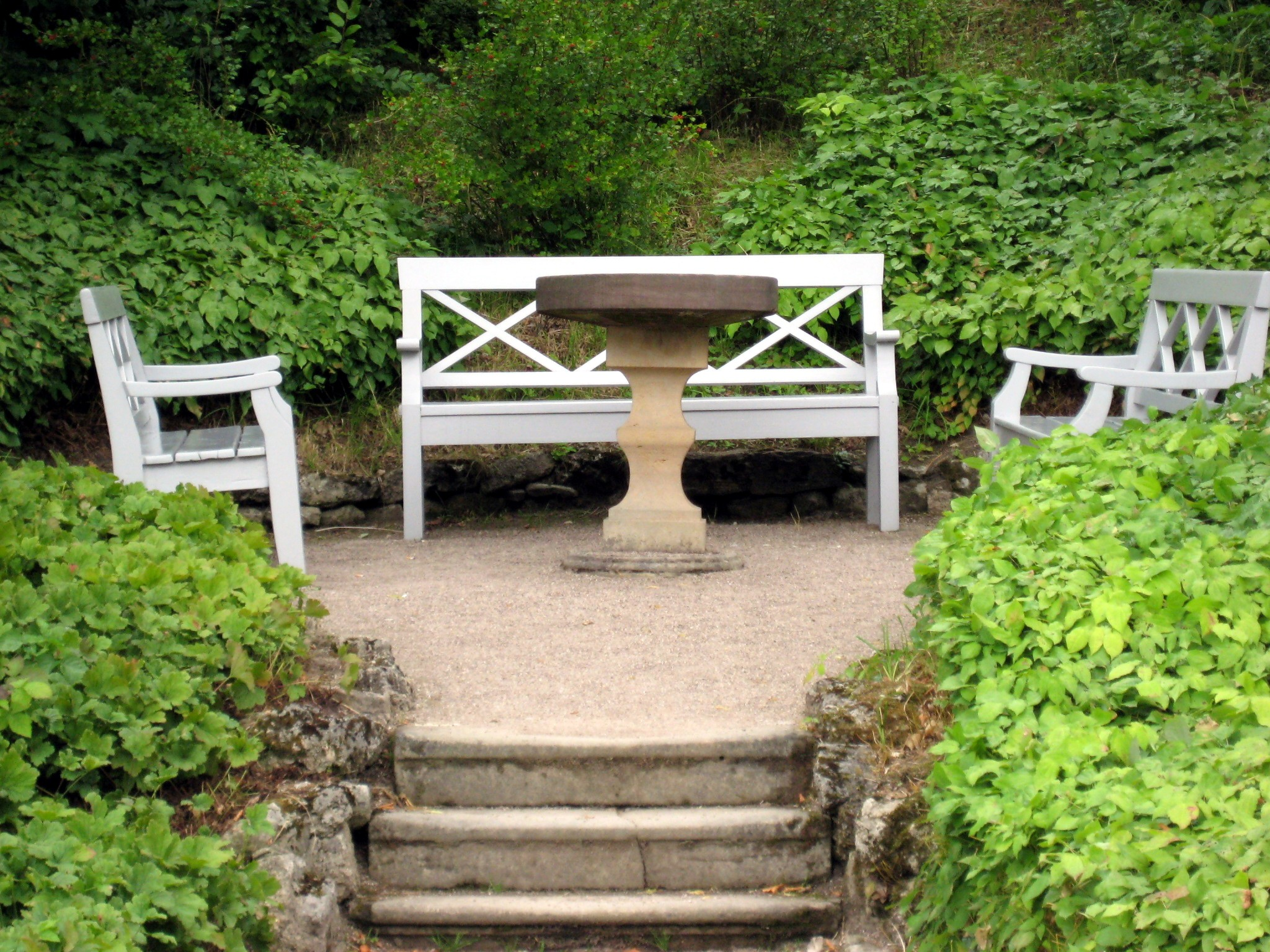
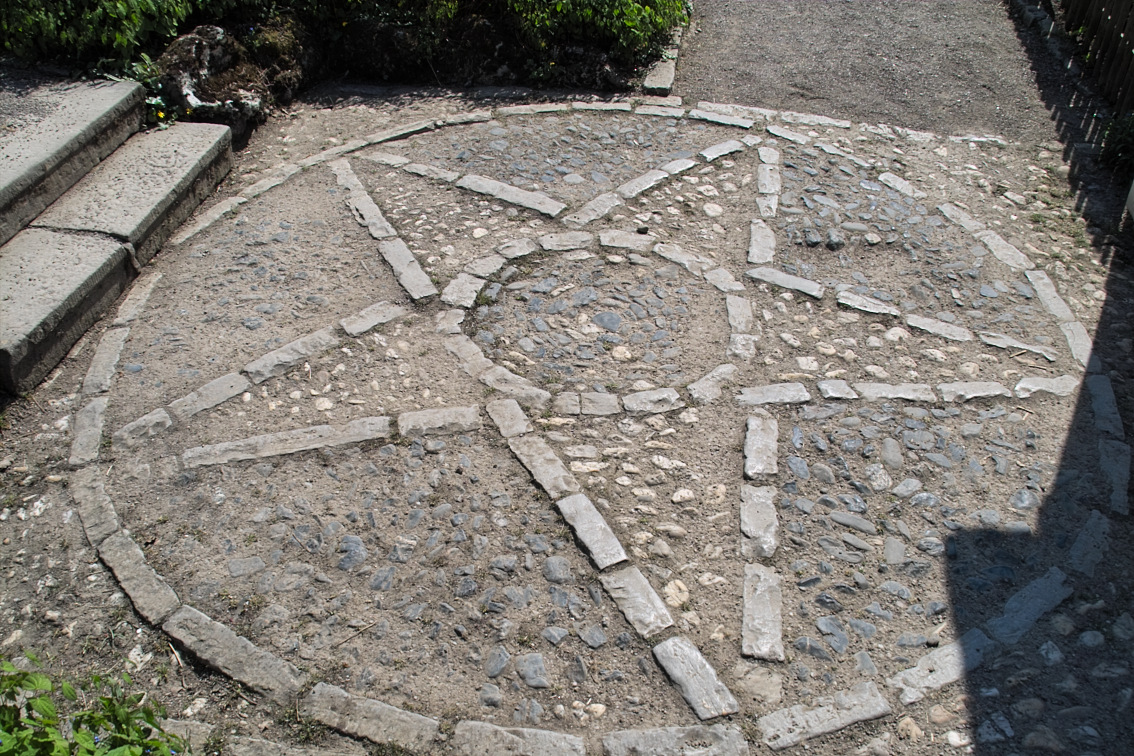